# Iñaki Vicandi Garrido
Iñaki Vicandi Garrido (Portugalete, País Basc, 6 de febrer de 1986) és un àrbitre de futbol basc de la Segona Divisió d'Espanya. Pertany al Comitè d'Àrbitres del País Basc. Llicenciat en Dret, advocat en exercici encarregat de l'Assessoria Jurídica de l'Àrea de la Dona de l'Ajuntament de Barakaldo.

## Trajectòria
Va dirigir el partit d'anada de la promoció d'ascens a Primera Divisió de 2014 entre el Còrdova Club de Futbol i la Unió Esportiva Las Palmas (0-0).
Després de tres temporades en Segona Divisió, on va dirigir 68 partits, aconsegueix l'ascens a Primera Divisió d'Espanya conjuntament amb el col·legiat andalús Mario Melero López i el col·legiat aragonès Santiago Jaime Latre.
Va debutar el 23 d'agost de 2014 a primera divisió en un Granada CF contra el Deportivo de La Corunya (2-1).
Va ser el representant espanyol del Programa de la UEFA CORE per a joves àrbitres el 2014.
Després de només tres temporades a la Primera Divisió d'Espanya, descendeix a la Segona Divisió d'Espanya la temporada 2016-17. L'últim partit que va dirigir a primera divisió va ser el Club Atlètic Osasuna-Granada Club de Futbol (2-1) el 13 de maig de 2017.

## Premis
- Trofeu Guruceta (1): 2013